# Hôtel de Montaigu
LHôtel de Montaigu, est un bâtiment à Avignon, dans le département de Vaucluse.

## Histoire
La famille de Montaigu possédait les deux-tiers de la seigneurie d'Entraigues et le château à l'entrée du village.
Quand le roi Louis XIV a séjourné à Avignon en 1660, quatre secrétaires d'État ont été logés dans l'hôtel de Montaigu. Joseph-Philippe, marquis de Montaigu et d'Enraigues (mort avant 1768) s'était marié avec Anne François de Cuissotte, dame de Saint-Ferjeux. Leur fils, Joseph de Montaigu s'est marié en 1768 avec Marguerite Gaultier de Girenton (1743-1813) et ont eu Augustin de Montaigu (1769-1833).
La construction de l'hôtel pour la famille de Montaigu est attribuée aux architectes de la famille de Royers de la Valfenière, François de Royers de La Valfenière (1575-1667) et son fils Louis-François de Royers de La Valfenière (1615-1688). Le prix fait pour la construction du vestibule et de l'escalier par le maçon Jean Rochas est signé le 5 avril 1668, c'est-à-dire après la mort de François de Royers de La Valfenière.
L'hôtel a été saisi à la Révolution et vendu comme bien national.
La ville d'Avignon a acquis l'hôtel dans les années 1970 et l'a confié aux Compagnons qui y ont créé une école des métiers d'art.
L'hôtel nécessitait une restauration importante qui a été faite par une compagnie immobilière et a transformé l'hôtel en copropriété.

## Protection
L'hôtel est classé au titre des monuments historiques le 8 septembre 1965.